# Entre la vie et la mort
 (juin 2022).
Si vous disposez d'ouvrages ou d'articles de référence ou si vous connaissez des sites web de qualité traitant du thème abordé ici, merci de compléter l'article en donnant les références utiles à sa vérifiabilité et en les liant à la section « Notes et références ».
Pour plus de détails, voir Fiche technique et Distribution.
Entre la vie et la mort est un thriller dramatique franco-belgo-espagnol réalisé par Giordano Gederlini et sorti en 2022.

## Synopsis
Un conducteur de métro voit un jeune homme tentant de se suicider sous son train. Parvenant à stopper la rame à temps, il reconnaît alors son fils. Rapidement, la police détecte le passé trouble des deux hommes qui seraient impliqués dans un braquage ayant mal tourné.

## Fiche technique
Sauf indication contraire, les informations mentionnées dans cette section peuvent être confirmées par la base de données cinématographiques IMDb,  présente dans la section « Liens externes ».
- Titre original : Entre la vie et la mort
- Réalisation et scénario : Giordano Gederlini
- Musique : Laurent Garnier
- Décors : Christel Birot et Eve Martin
- Costumes : Christel Birot
- Photographie : Christophe Nuyens
- Montage : Nicolas Desmaison
- Production : Jean-Yves Roubin et Cassandre Warnauts
- Sociétés de production : Noodles Production, Eyeworks, Frakas Productions et Fasten Films
- Société de distribution : Le Pacte
- Pays de production :  France,  Espagne et  Belgique
- Langue originale : français et espagnol
- Format : couleur — 2,35:1
- Genre : thriller dramatique
- Durée : 95 minutes
- Dates de sortie :
  - France : 5 avril 2022 (Reims Polar), 29 juin 2022 (en salles)
  - Espagne : 14 juillet 2022

## Distribution
- Antonio de la Torre : Léo
- Marine Vacth : Virginie
- Olivier Gourmet : le commissaire
- Fabrice Adde : Carl
- Christophe Seureau : François
- Nessbeal : Ben
- Tibo Vandenborre : Arsen
- Marie Papillon : Magali
- Noé Englebert : Hugo
- Wim Willaert : collègue métro
- Pablo Andres : Carlos
- Sandra Zidani : la juge Berini

## Accueil

### Critique
En France, le site Allociné recense une moyenne des critiques presse de 3,0/5.